# Schola Gregoriana Cantabo

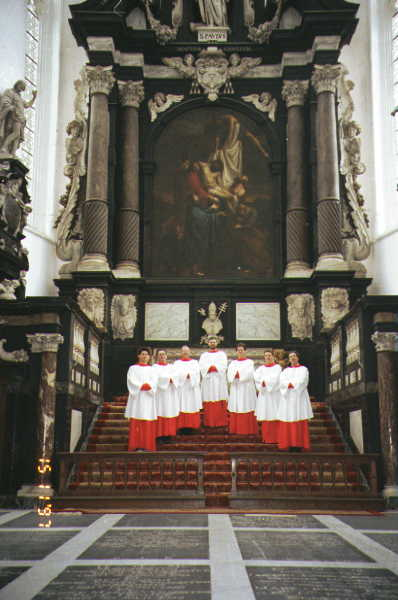
Cantabo in 1997

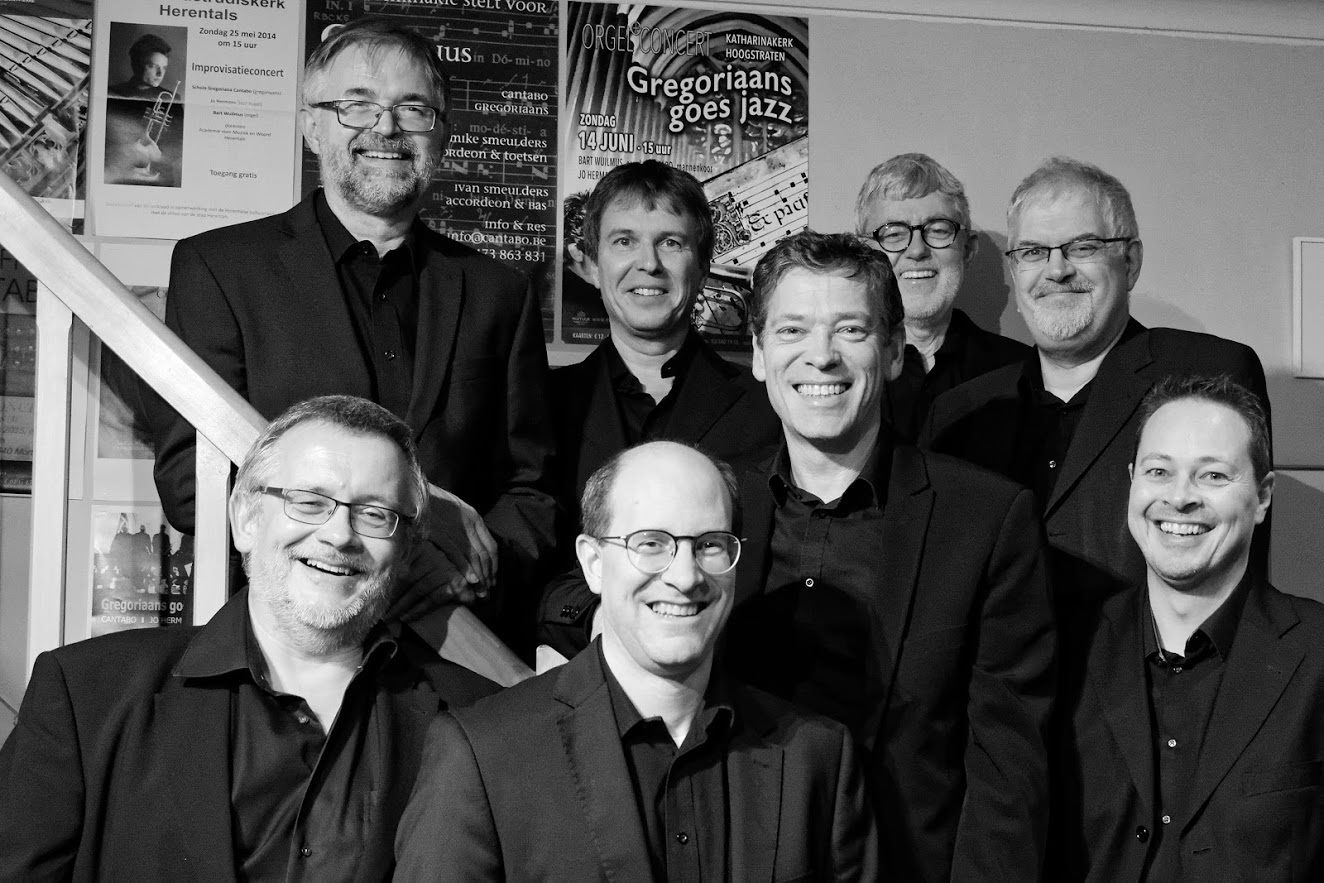
Cantabo anno 2018

Schola Gregoriana Cantabo is een Belgische schola cantorum opgericht in 1990 als onderdeel van het Antwerps Kathedraalkoor. Tegenwoordig maakt Cantabo deel uit van de C-koren.

## Geschiedenis
Het koor bestond oorspronkelijk uit acht jonge twintigers die wekelijks in de hoogmis van de Antwerpse Sint-Pauluskerk zongen. Na de eerste jaren werden ook de vespers van de kerkelijke hoogdagen aan het repertoire toegevoegd. Naast de missen en vespers concerteert Cantabo ook, meestal in combinatie met andere koren. De ‘gregorianen’ zingen ook in het buitenland, te weten Denemarken, Engeland, Zwitserland, Frankrijk, Tsjechië, Italië en Spanje. Vier zangers hebben enkele jaren les gevolgd bij Ronnie Plovie, Fred Schneyderberg, Wim van Gerven en Frans Mariman. Het koor leerde de jonge organist Bart Wuilmus kennen en volgde hem naar Ekeren, toen hij titularis-organist werd in de Sint-Lambertus. In 2007 werd Cantabo opgenomen als 8e koor in de C-Koren van Ekeren. Cantabo streeft vandaag de dag naar een vijftiental uitvoeringen per jaar.
In 2011 werd binnen Cantabo de denkgroep 'Cleyn Seminarie' opgericht, die zich tot doel stelt om gregoriaanse muziek heel laagdrempelig tot bij een breed publiek te brengen. Hieruit zijn samenwerkingsverbanden ontstaan tussen Cantabo en muzikanten uit heel andere genres: Hendrik Braeckman (jazz-gitaar), Kurt Van Herck (sax), Stefan Bracaval (dwarsfluit), Mike & Ivan Smeulders (accordeon e.a.), Bart Wuilmus (orgel), Jo Hermans (jazzbugel), Les Øffs (kleinkunst) en Yavor Genov (luit).